# Штучна мембрана
Штучна мембрана — тверда селективно-проникна перегородка, що розділяє масообмінні апарати на дві робочі зони, в яких підтримуються різні тиски і склади розділюваної суміші.
Мембрани можуть бути виконані у вигляді плоских листів, труб, капілярів і порожнистих волокон. Найпоширеніші штучні мембрани — полімерні мембрани. За певних умов переважно можуть бути використані керамічні мембрани.
Деякі мембрани працюють у широкому діапазоні мембранних операцій, таких як мікрофільтрація, ультрафільтрація, зворотний осмос, первапорація, сепарація газу, діаліз або хроматографія. Спосіб застосування залежить від типу функціональності включення в мембрану, які можуть бути засновані на ізоляції за розміром, хімічній спорідненості або електростатиці.

## Використання
Мембрани найчастіше використовують для очищення води, видалення мікроорганізмів з молочних продуктів, опріснення води, дегідрування природного газу, гемодіалізу або як компоненти паливних елементів. Крім того, штучні мембрани — складова водоізолюючого одягу.